# Deux morceaux de salon
Deux morceaux de salon is een verzameling composities van Agathe Backer-Grøndahl. De titel van de twee werken voor piano solo geeft aan dat ze geschikt zijn als salonmuziek, een karakteristiek die voor meerdere werken van deze componist geldt. De bundel verscheen samen met de twee omringende werken in december 1904 bij Brødrene Hals (nrs. 1129-1130).
De twee werkjes in deze bundel zijn:
1. Danse burlesque in allegro in g mineur/G majeur in 3/4-maatsoort
2. Valse caprice in con molto anima in Des majeur in 3/4-maatsoort

De Danse burlesque was een compositie die de componiste al veel eerder had geschreven. Het zou dateren uit 1899 (als bijlage bij het tijdschrift Urd. Ook de Valse caprice kan van eerder datum zijn. De componiste speelde een werk met die titel tijdens een tournee door Finland in 1903 vanuit haar manuscript.